# Iona Fyfe
Iona Fyfe (Huntly, Aberdeenshire; 16 de enero de 1998) es una cantante británica (escocesa) conocida por cantar baladas y canciones folclóricas escocesas.  
En 2016, fue semifinalista del premio de la BBC Radio 2 Young Folk Award y, en 2017 y 2021, fue finalista del premio de la BBC Radio 1 Scotland Young Traditional Musician. En 2018, ganó el premio «Cantante escocesa del año» en los premios MG ALBA Scots Trad Music Awards. En 2019, ganó el premio «Joven oradora escocesa del año» en los premios Scots Language Awards inaugurales, ganó el premio «Artista escocesa del año» en los premios 2020 y «Oradora escocesa del año» en los premios 2021. Ha abogado por el reconocimiento oficial del idioma escocés, solicitando con éxito a Spotify que agregue al escocés a su lista de idiomas. 

## Biografía
Fyfe nació el 16 de enero de 1998 y se crio en Huntly. Comenzó a aprender poemas en el dialecto dórico de los escoceses cuando era niña. Pasó un tiempo en su juventud en compañía de varios baladistas como Jock Duncan, Joe Aitken y Geordie Murison, personas que Fyfe considera su «familia adoptiva». Después de cantar canciones populares y baladas, hizo una audición para unirse al Conservatorio Real de Escocia a la edad de 16 años, y fue aceptada. Se graduó en 2019 con una licenciatura con honores de primera clase en música tradicional. Posteriormente obtuvo un FLCM en Voz Tradicional del Colegio de Música de Londres.
Es oficial de comunicaciones del grupo de defensa del idioma escocés Oor Vyce y a menudo habla sobre lograr que el escocés sea un «lenguaje legal». Su trabajo en la promoción del idioma escocés fue reconocido con varios premios de los Scots Language Awards en 2019, 2020 y 2021. Además es Directora Nacional de la Asociación de Música y Canción Tradicional y trabaja como miembro del comité del Sindicato de Músicos de Escocia.
En noviembre de 2024, fue elegida rectora de la Universidad de Aberdeen y asumió el cargo de tres años en enero de 2025.

## Carrera musical

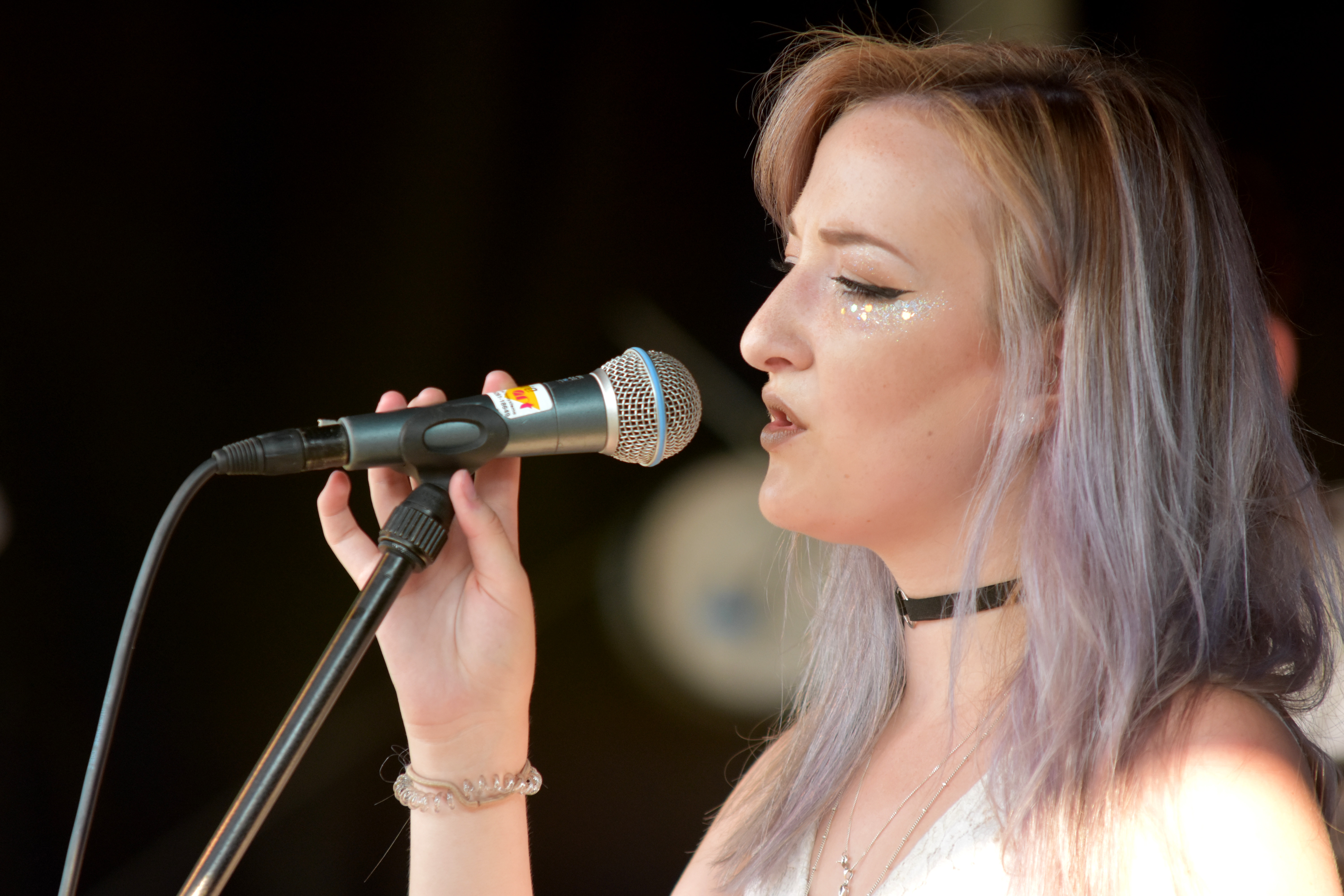
Iona Fyfe en el festival Folk am Neckar en 2018 en Mosbach-Neckarelz (Alemania)

Fyfe canta en inglés y dórico escocés, y traduce canciones del inglés al dórico. Es miembro del Iona Fyfe Trio. Su música se ha reproducido en la BBC Radio Scotland, BBC Radio 2 y en la BBC Radio nan Gàidheal (una estación de radio en gaélico escocés propiedad y operada por BBC Scotland). Su elección de country y western se inspiró en Jane Turriff, quien vino del noreste de Escocia y grabó un álbum de versiones de Country y Wéstern.
Su primer álbum en solitario, Away From My Window, fue grabado con la colaboración de otros artistas, como Tim Edey y Luc McNally.
En diciembre de 2020 publicó su traducción al escocés de la canción de Navidad de Christina Rossetti, In the Bleak Midwinter. después de que no pudo elegir escocés como idioma para los metadatos de sus canciones, pidió públicamente al servicio de transmisión de música Spotify que agregara escocés a los idiomas disponibles para describir las canciones subidas. En marzo de 2021, Spotify agregó el escoceses a su lista de idiomas.
En 2016 fue semifinalista del premio de la BBC Radio 2 Young Folk Award. En 2017 y 2021 fue finalista del premio de la BBC Radio Scotland Young Traditional Musician Award. También en 2017 ganó el Molloy Award. Y en 2018 ganó el premio «Cantante escocesa del año» en los MG ALBA Scots Trad Music Awards. Premio que volvió a ganar en 2021.
En enero de 2021 firmó una petición oponiéndose a los planes del gobierno del Reino Unido de excluir a los músicos profesionales de su lista de trabajadores autorizados a ingresar a la UE sin una visa, alegando que los planes harían una gira por Europa «financieramente inviable». En abril de 2021 publicó una nueva versión de The Northern Lights, que se convirtió en el himno no oficial del club de futbol Aberdeen F.C., después de ser comisionado por el club.

## Filmografía
| Año  | Título                                 | Papel            | Notas               | Ref.   |
| ---- | -------------------------------------- | ---------------- | ------------------- | ------ |
| 2016 | Whisky Galore!                         | Chica en la boda | Película            | [ 29 ] |
| 2016 | Great Canal Journeysː The Crinan Canal | Ella misma       | Serie documental    |        |
| 2016 | Where you´re Meant to Be               | Ella misma       | Documental/musical  |        |
| 2012 | Landward                               | Ella misma       | Programa televisión |        |

## Discografía
Álbumes
- Away From My Window (2018) - diez canciones.[30]

Extended play
- The First Sangs (2015) - cuatro canciones
- East (2016) - seis canciones
- Dark Turn of Mind (2019) - seis canciones.[31]

Sencillos
- If I Go, I'm Goin (2018)
- Bonnie Lass of Fyvie (2020)
- Baltic Street (2020)
- If the Bleak Midwinter (2020)
- The Wild Geese (2021)
- Scotland Yet (2021)
- The Northern Lights (2021)
- The Cauld (2021)
- Poor Ditching Boy (2021)
- Lady Finella (2022).[32]

## Premios
| Año  | Premio                          | Categoría                    | Resultado | Ref.   |
| ---- | ------------------------------- | ---------------------------- | --------- | ------ |
| 2017 | Molloy Award                    |                              | Ganadora  | [ 33 ] |
| 2018 | MG ALBA Scots Trad Music Awards | Cantante escocesa del año    | Ganadora  | [ 24 ] |
| 2019 | Scots Language Awards           | Orador joven escocés del año | Ganadora  | [ 5 ]  |
| 2020 | Scots Language Awards           | Artista escocés del año      | Ganadora  | [ 8 ]  |
| 2021 | MG ALBA Scots Trad Music Awards | Cantante escocesa del año    | Ganadora  | [ 25 ] |